# Voloșca, Bârzula
Voloșca (în ucraineană Писарівка, transliterat: Pîsarivka) este un sat în comuna Codâma din raionul Bârzula, regiunea Odesa, Ucraina.
Satul a fost redenumit în Pisarevka, ulterior Pîsarivka după anul 1941, când o mare parte din teritoriul fostei RASS Moldovenești a trecut la Ucraina sovietică.

## Demografie
Componența lingvistică a comunei Voloșca
     Ucraineană (97,56%)
     Rusă (1,91%)
     Alte limbi (0,48%)
Conform recensământului din 2001, majoritatea populației comunei Voloșca era vorbitoare de ucraineană (97,56%), existând în minoritate și vorbitori de rusă (1,91%).